# Hokejová bitka

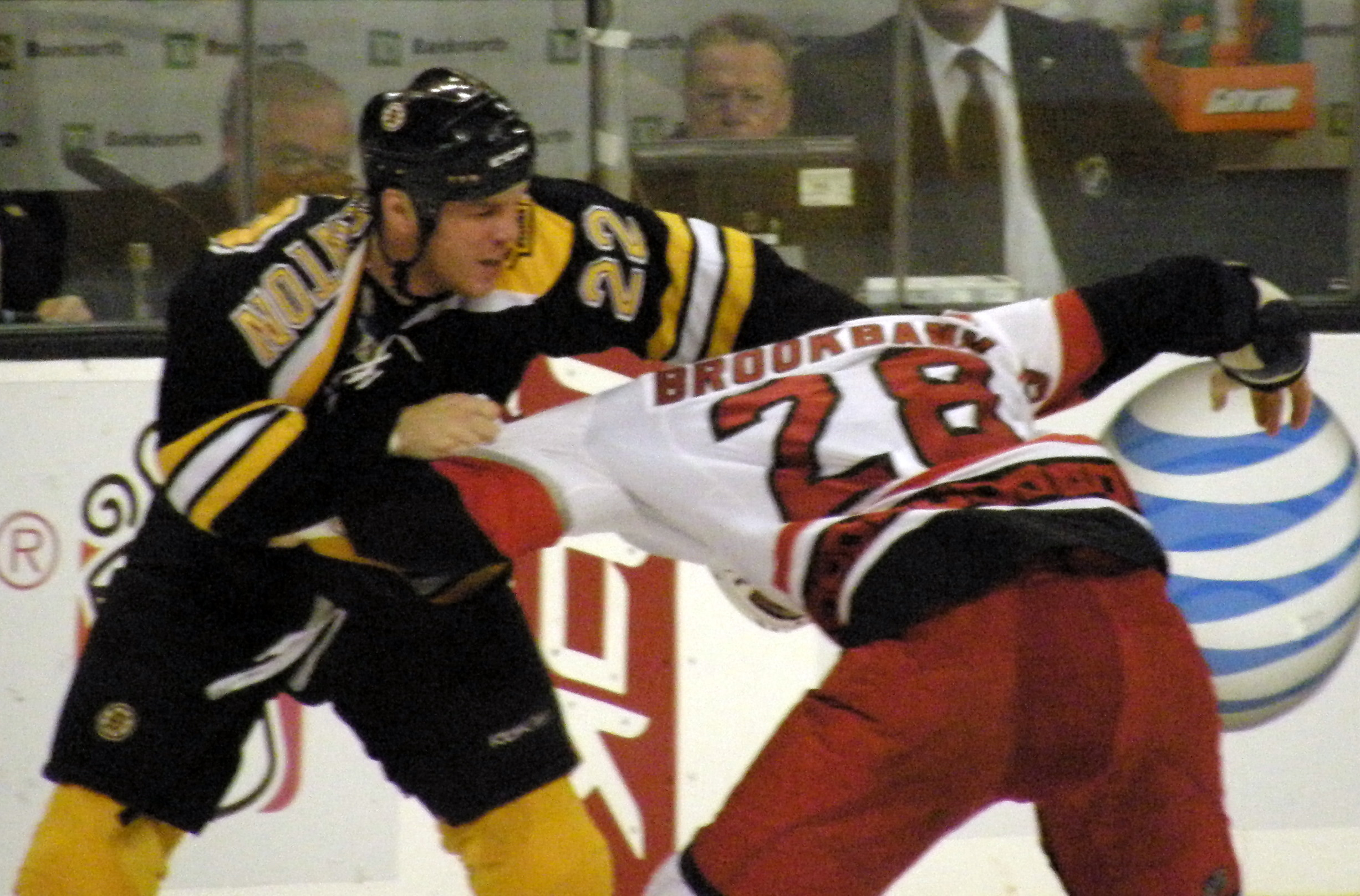
Shawn Thornton (vlevo) v bitce s Wadem Brookbankem (vpravo)

Bitka v ledním hokeji je událost v průběhu zápasu ledního hokeje, kdy se v rozporu s oficiálními pravidly pustí dva nebo více hráčů do pěstního souboje. Avšak dle slov Garyho Bettmana, prvního komisaře NHL, jsou bitky neodmyslitelnou součástí ledního hokeje. V Severní Americe se jedná o neoficiální tradici s dlouhou historií od profesionálů z NHL až po amatérské ligy, kdy se některé staly součástí hokejových dějin. Lední hokej je totiž jediným sportem, kde jsou bitky mezi hráči do jisté míry tolerovány a nemají pro účastníky na rozdíl od jiných sportů zvlášť závažné důsledky.
V NHL se do bitek obvykle zapojují hráči, jejichž rolí je ochrana hvězd týmu nebo provokace soupeře (tzv. enforceři, vymahači, bitkaři) a účastníci hokejových bitek dodržují systém nepsaných pravidel, kterým sami hráči, trenéři, ale i rozhodčí nebo funkcionáři říkají "kodex bitkaře." Někdy dojde k bitce v zápalu hry během hokejového utkání, jindy je mezi dvěma soupeři dohodnutá předem. Rozhodčí po jejím skončení účastníkům bitky rozdají tresty za hrubost a obvykle takové situace řeší na svém zasedání disciplinární komise dané soutěže.
Bitky v ledním hokeji se stávají terčem kritiky ze strany některých fanoušků nebo odborné veřejnosti kvůli jejich názoru, že do hokeje nepatří, nebo kvůli bezprostřední hrozbě zranění pro účastníky nebo kvůli hrozícím dlouhodobým zdravotním následkům. Zastánci hokejových bitek naopak považují hokejové bitky za neodmyslitelnou součást hry, která by nevymizela ani v případě zákazů. Dále dle nich přitahují tomuto sportu pozornost a v Americe chodí někteří diváci na hokej primárně proto, aby nějakou bitku uviděli, dále hrozba bitek slouží jako prevence před jinými typy nedovolené a nebezpečné hry, pro ochranu hvězdných hráčů týmu před nefér útoky soupeře, navíc mezi spoluhráči vytváří pocit sounáležitosti a solidarity.

## Historie
Pěstní souboje během hokeje byly součástí tohoto sportu již v 19. století, kdy docházelo k prudkému nárůstu jeho popularity v Kanadě. Existuje množství teorií, proč se bitky mezi hráči v ledním hokeji staly běžnými, například kvůli nejasným pravidlům v počátcích tohoto sportu, kdy byli hráči cíleně nabádáni k fyzickému napadání soupeře, aby nad ním získávali výhodu. Dalším faktorem, který nahrával bitkám, bylo zavedení modrých čar oddělujících třetiny ledové plochy v roce 1918 a pravidel pro postavení mimo hru, neboť v prostoru kolem nich docházelo k častým fyzickým střetům protihráčů. Proto nedlouho poté vybraní hráči týmů začali nést speciální roli ochránců útočníků držících kotouč před drsnými zákroky soupeře, kteří se obětovali k tomuto účelu pro tým a po bitce byli vyloučeni z utkání.
V roce 1922 bylo v NHL zavedeno pravidlo 56, které poprvé formálně stanovilo pravidla pro bitky neboli pro boje se shozenými rukavicemi (fisticuffs). Místo trestu do konce utkání začali bitkařům rozhodčí udělovat pouze pětiminutové větší tresty. Přestože bylo toto pravidlo zavedeno pouze pro NHL, brzy proniklo i do nižších zámořských soutěží a dokonce i do tamních juniorských soutěží. Promotér Tex Rickard z Madison Square Garden, který kromě hokejových zápasů organizoval i boxerské turnaje, spatřil ve 20. letech 20. století v hokejových bitkách finanční příležitost a zahájil marketingovou kampaň, soustředěnou na rivalitu mezi týmy a jejich bitkaři. V současných pravidel pro NHL bylo pravidlo pro bitky (fisticuffs) odstraněno a tento prohřešek nyní spadá pod pravidlo 46. Rozhodčím tedy byla dána volnost v posuzování bitek a ve vyměření trestů. Největší změnou však je, že mohou být uděleny tresty zvlášť těm hokejistům, kteří dle sudích bitku vyprovokovali a těm, kteří si před ní sundali helmu.
Ačkoliv se od konce 20. let až do 60. let staly poměrně vzácným jevem, byly často v té době vedeny velmi brutálním způsobem. Ross Bernstein je okomentoval slovy, že místo moderního hokeje spíše připomínaly ragby na bruslích. Tehdy také hvězdní hráči upřednostňovali bojovat sami za sebe a bitkaři vymizeli. V roce 1936 také došlo k vůbec první hromadné bitce mezi všemi hráči, tedy i těch na střídačce, když se hrálo finále o Stanley Cup mezi Detroit Red Wings a Toronto Maple Leafs, což byla v té době událost nevídaná. Jakmile došlo na konci 60. let k rozšíření NHL mimo Original Six, došlo k rozmělnění hvězdných hráčů mezi více týmů a na scénu se opět vrátili bitkaři, nyní nazývaní ranaři (goons), kteří nevládli hokejovému umění tak dokonale. Tehdy se bitkám začalo dostávat velké mediální pozornosti.
Slavnou se stala například bitka mezi Tedem Greenem z Boston Bruins a Waynem Makim ze St. Louis Blues během přípravného utkání v roce 1969, kdy spolu bojovali do krve nejen pěsti, ale i hokejkami a Green skončil v nemocnici s frakturou lebky a zraněním mozku. NHL poté Makiho potrestala zákazem startu na 30 dní a Greena na 13 soutěžních zápasů. Další slavnou bitkou byla v roce 1978 v soutěži World Hockey Association mezi bitkařem Davem Hansonem z Birmingham Bulls a Bobbym Hullem Winnipeg Jets, při které se Hanson zmocnil Hullovy paruky. Tento boj se dostal do hlavního televizního vysílání a po zápase se rozzuření fanoušci Winnipegu pokusili Hansona napadnout, když odcházel z arény.
Jedna z nejslavnějších bitek byla hromadná bitka mezi juniorskými reprezentanty Kanady a Sovětského svazu během mistrovství světa juniorů v ledním hokeji 1987. Oba celky byly za své počínání z turnaje vyloučeny a Kanada přišla o v té době již jistou medaili.

## Bitka v pravidlech dle IIHF
Dle aktuálních pravidel ledního hokeje, vydaných IIHF, spadá bitka pod pravidlo č. 46 a je definována jako ochota zapojit se do bitky a pokračovat v ní. Níže uvedená ustanovení jsou uplatněna v soutěžích pořádaných IIHF, tedy např. na Mistrovství světa v ledním hokeji nebo během olympijských her. V nejnovější edici pravidel jsou zohledněny praxe z jednotlivých ligy, které se dříve v mnohém lišily od pravidel mezinárodních. Tedy jsou lépe vymezeny pojmy a dávají rozhodčím větší volnost v posuzování odpovědnosti účastníků bitky za vzniklou situaci.
- 46.1: „Ochotní bitkaři“ jsou hráči, kteří se zapojí úmyslně do bitky. Budou potrestáni rozhodčími a mohou být dodatečného potrestáni disciplinární komisí.

„Bitka“ je událost, při níž alespoň jeden hráč opakovaně udeří jiného či pokud spolu hráči zápasí tak, že je pro rozhodčí náročné tyto bijce od sebe oddělit.
Hráči, jenž pokračuje nebo se snaží pokračovat v bitce i poté, kdy mu rozhodčí nařídili přestat, či který brání sudím ve výkonu jeho povinností, bude udělen větší trest za bitku (5 minut) a osobní trest do konce utkání.
- 46.2: „Šarvátka“ je událost, do které se zapojí alespoň dva hráči a minimálně jeden z nich je potrestán.
- 46.3: „Iniciátor“ je hráč, který si počíná jako původce šarvátky a splňuje některá následující kritéria: ujetá vzdálenost, shodil rukavice jako první, zasadil první ránu, dopustil se vyhrožování postojem či slovy, oplácel incidenty z tohoto zápasu či z dřívějších utkání. Hráči označenému jako iniciátor šarvátky se udělí menší trest (2 minuty) plus větší trest za bitku (5 minut) a osobní trest do konce utkání. Je-li iniciátor zároveň agresorem, uloží se mu dva menší tresty (2+2 minuty za iniciátora a agresora) plus větší trest za bitku (5 minut) a osobní trest do konce utkání.
- 46.4: „Agresor“ je hráč, jenž pokračuje v zasazování úderů protihráči, jenž se již nachází v bezbranné pozici, nebo jenž je označen za „neochotného bitkaře“. Sudími musí být za agresora označen bijec, jenž bitku jednoznačně vyhrál, ale pokračuje v mlácení soupeře, jenž se již nemůže bránit, s cílem ho ztrestat nebo zranit. Hráči označenému jako agresor šarvátky se udělí menší trest (2 minuty) plus větší trest za bitku (5 minut) a osobní trest do konce utkání. Navíc bude jako agresor zaznamenán i pro potřeby následného disciplinárního řízení.
- 46.5: „Nebezpečný hráč“ nebo „Zákeřný hráč“ je ten účastník bitky, jenž má na rukou od zápěstí k prstům pásku či jiný materiál a způsobí tím protihráči tržnou ránu či jiné zranění. Za nebezpečného či zákeřného hráče je považován i ten, kdo udeří nic netušícího protihráče či „neochotného bitkaře“. Kromě příslušných trestů za bitku je udělen další větší trest (5 minut) a osobní trest do konce utkání.
- 46.6: „Bránící se hráč“ nebo „Neochotný bitkař“ je takový hráč, jenž se jen několika málo údery brání proti agresorovi či iniciátorovi šarvátky, a zároveň se prát nechce a nechce prodlužovat šarvátku. Takovému hráči je udělen pouze menší trest za hrubost (2 minuty) nebo větší trest za bitku (5 minut) bez udělení trestu do konce utkání v případě, že úderů bylo více než několik málo.
- 46.7: „Třetí hráč v bitce“ je hráč, jenž se jako první zapojí do již probíhající šarvátky. Třetímu hráči v bitce se udělí osobní trest do konce utkání v případě, že se v původní šarvátce takový trest nebude ukládat. Sudí třetího hráče potrestá i za další prohřešky během stejného incidentu. Pravidlo lze uplatnit na další hráče, kteří se během přerušení hry zapojí do téže šarvátky.
- 46.8: „Vyklizení oblasti bitky“ se odehraje, když vypukne bitka. Hráči, kteří do ní nejsou zapojeni, jsou povinni neprodleně opustit hrací plochu na své střídačky. Pokud bitka vypukne přímo na střídačce, odeberou se nezapojení hráči do svého obranného pásma. Brankáři při bitce zůstávají v bráně s výjimkou případů, kdy šarvátka nastane v blízkosti brankoviště-pak jsou povinni uposlechnout pokynu rozhodčích. Hráčům, kteří nedodrží toto pravidlo, je možné uložit tresty za zapojení do bitky a mohou být dodatečně potrestáni disciplinární komisí.
- 46.9: „Bitka jindy než během hracích částí utkání“ je šarvátka před zahájením utkání, po ukončení utkání či během přestávky. Provinivším hráčům se uloží vyšší trest (5 minut) a osobní trest do konce utkání. Agresor a iniciátor bude potrestán dle příslušného pravidla (46.3 resp. 46.4). Bitky po skončení hracích částí (třetin) nebo po skončení utkání budou nahlášeny příslušné disciplinární komisi. Tým, jehož hráči se do takové šarvátky zapojí, může být rovněž jako celek potrestán disciplinární komisí. Potrestáni nebudou hráči, kteří vstoupili na led po skončení hrací části a před začátkem šarvátky, během níž zůstali poblíž střídačky a do šarvátky se nezapojili.
- 46.10: „Bitka před vhozením puku“ je šarvátka před zahájením utkání či hrací části bezprostředně před standardním vhozením puku. Taková bitka bude potrestána stejně, jako by vznikla během řádné hrací doby. Pokud však sudí před koncem utkání dojdou k závěru, že byli před vhazováním vystřídáni hráči neobvykle tak, aby následně vznikla šarvátka, budou uloženy příslušné tresty provinivších se hráčů a incident bude po skončení utkání nahlášen k příslušnému orgánu pro účely dodatečného potrestání.
- 46.11: „Bitka mimo hrací plochu“ je šarvátka uskutečněná mimo led. Hráči, kteří se do ní zapojí, nebo se zapojí do bitky s hráčem, který se nachází mimo hrací plochu, je uložen osobní trest do konce utkání společně s dalšími příslušnými tresty za bitku.

Zapojí-li se do takové šarvátky trenér či jiný nehrající funkcionář, ať už na ledě či mimo něj, bude mu uložen osobní trest do konce utkání. Dále bude vykázán z utkání do šatny a incident bude řešen příslušnou disciplinární komisí.
- 46.12: „Helmy“ nesmí hráči před zapojením do šarvátky sundat. V případě, že si ji sundají, bude potrestán menším trestem (2 minuty) za nesportovní chování. Pokud hráč přijde o helmu přímo během šarvátky samotné, trest uložen nebude.
- 46.13: „Dresy“ si hráči před zapojením do šarvátky nesmí sundat ani se převléknout do upraveného dresu, který pak nesplňuje pravidlo 9 o dresech. V případě porušení tohoto pravidla bude hráč potrestán menším trestem (2 minuty) za nesportovní chování a osobním trestem do konce utkání. Tento trest se sečte s tresty udělené za šarvátku samotnou.

Pokud si hráč úmyslně svlékne dres a k šarvátce nakonec nedojde, je mu uložen menší trest (2 minuty) za nesportovní chování a osobní trest (10 minut).

### Severní Amerika
Pravidla NHL, nižších severoamerických profesionálních soutěží a juniorských soutěží nařizují potrestat účastníky bitky větším trestem pět minut, avšak rozhodčí mají volnou ruku v ukládání trestů bitkařům v konkrétních případech, aby jim byla dána možnost spravedlivě rozsoudit závažnost provinění. Bitky upravuje v těchto soutěžích pravidlo 46.
- Jako agresor je označen ten hráč, který pokračuje v mlácení protivníka, jenž je již bezbranný nebo již nechce dále bojovat. Dále je agresor vítěz bitky, pokud pokračuje v mlácení soupeře, jenž se již nemůže bránit. Agresor je potrestán pětiminutovým větším trestem a trestem do konce utkání a bude tak označen i pro statistické či disciplinární účely do zápisu. Agresor, jenž je zároveň iniciátorem bitky, dostane menší trest dvě minuty, větší pětiminutový trest za bitku, desetiminutový osobní trest za iniciaci a trest do konce utkání za to, že je agresor.
- Při bitce jsou všichni nezapojení hráči povinni stáhnout se k prostorám střídaček. Pokud bitka vypukne u střídaček, shromáždí se hráči v poli ve svém obranném pásmu. Brankář zůstane v brankovišti kromě případu, že se bitka strhne příliš blízko u brány, kdy je povinen uposlechnout příkaz sudího. Za porušení tohoto pravidla může být tým a jeho trenér finančně potrestán dle disciplinárního řádu.
- Bitkaři jsou povinni uposlechnout příkaz rozhodčích boj ukončit, jakmile jsou jimi od sebe oddělováni. Za neuposlechnutí je hráč kromě dalších trestů potrestán ještě desetiminutovým osobním trestem nebo do konce utkání.
- Za sundání helmy před bitkou dostává provinivší hráč další dvouminutový trest za nesportovní chování, ale pokud o helmu přijde během bitky, žádný trest se neuloží.
- Hráči, jemuž již byl udělen větší pětiminutový větší trest za zahájení bitky, a následně se zapojí do další bitky, je udělen osobní trest do konce utkání. Automaticky je vyloučen do konce utkání dle uvážení rozhodčího i hráč soupeře, pokud s ním další bitku zahájil.
- Hráči, jenž zahájí bitku mimo kluziště nebo začne bojovat s jiným hráčem, který se nachází mimo kluziště, je udělen desetiminutový osobní trest nebo trest do konce utkání navrch k dalším trestům. Pokud se do takové šarvátky zapojí funkcionář týmu (např. trenér), ať už na ledě nebo mimo něj, je automaticky vykázán ze hry a je mu nařízeno zůstat v hráčské kabině. Takový případ potom řeší disciplinární komise.
- Tým, jehož hráč se zapojí do bitky mimo herní čas (např. před nebo po utkání), bude finančně potrestán navrch k dalším možným postihům od disciplinární komise. Hráč zapojený do bitky mimo herní čas bude potrestán pětiminutovým větším trestem a osobním trestem do konce utkání. Trest do konce utkání se neuloží hráči, jehož soupeř byl jednoznačně určen za viníka bitky. Viník, který bitku začal, bude dodatečně potrestán disciplinární komisí.
- Pokud dojde k bitce bezprostředně před vhozením úvodní buly při startu zápasu nebo další třetiny, budou hráči potrestáni, jako by k bitce došlo již během hrací doby.
- Za iniciátora bitky bude označen hráč, jenž provede některé následující činy: přijede na místo bitky z dálky, shodí rukavice jako první, udeří soupeře pěstí jako první, vyhrožuje soupeři verbálně nebo neverbálně, oplácí soupeři za události z minulého vzájemného zápasu nebo sezóny nebo se mstí za předešlé zákroky soupeře. Iniciátorovi bitky bude udělen menší dvouminutový trest za zahájení, větší pětiminutový trest za bitku a desetiminutový osobní trest. Pokud hráč vyprovokuje během zápasu druhou bitku, bude mu kromě menšího a většího trestu udělen i trest do konce utkání. Pokud bude hráč za zahájení bitky v soutěžní sezóně trestán potřetí, bude mu automaticky udělen trest do konce utkání.
- Pokud je hráč trestán jako iniciátor bitky v průběhu posledních pěti minut základní hrací doby nebo během prodloužení, je mu udělen menší dvouminutový trest za zahájení, větší pětiminutový trest za bitku a osobní trest do konce utkání. Dále jeho čin může být předmětem disciplinárního šetření.
- Hráč, jenž si před bitkou, které se účastnil, sundal dres nebo se převlékl do jiného dresu, jenž nesplňuje předepsané vlastnosti, bude potrestán menším trestem na dvě minuty za nesportovní chování a osobním trestem do konce utkání spolu s dalšími možnými tresty. Pokud se tento hráč nakonec bitky nezúčastnil, bude potrestán jen menším trestem na dvě minuty za nesportovní chování a desetiminutovým osobním trestem. Za svlečení dresu přímo při bitce jinak než soupeřem v zápalu boje bude hráči udělen trest do konce utkání.
- Větší pětiminutový trest se udělí každému účastníkovi bitky.
- Hráči, který si před bitkou omotal lepicí páskou nebo jiným materiálem ruku od zápěstí po prsty a svého soupeře během bitky zraní, bude potrestán trestem ve hře a dalšími příslušnými tresty za bitku. Trestem ve hře bude potrestán i ten hráč, který bitku zahájí pěstí nic netušícímu soupeři nebo soupeři, který se nechce prát, a způsobí mu tím zranění.
- Rozhodčí udělí dle uvážení osobní trest do konce utkání, pokud se některý hráč zapojí do již probíhající bitky jako třetí účastník, kromě případů, kdy má být udělen trest ve hře. Dále jsou tomuto hráči uděleny další příslušné tresty. Toto platí i pro další hráče, kteří se zapojí do dalších bitek probíhajících současně.
- Pokud byl hráč v zápase trestán jako agresor během základní části téže sezóny už potřetí, bude mu následně udělen disciplinární trest zastavení činnosti na dvě soutěžní utkání. Při čtvrtém trestu bude disciplinární trest trvat čtyři soutěžní utkání. Při pátém trestu bude disciplinární trest trvat šest soutěžních utkání. Pokud bude hráč během play-off potrestán jako agresor podruhé, bude automaticky disciplinárně potrestán zastavení činnosti na jeden zápas play-off. Při každém dalším provinění během téže play-off bude každý následný disciplinární trest navýšen o jeden zápas. Před startem finále však budou hráči naakumulovaná provinění agresora smazána, ale v oficiálních statistikách zůstanou.
- Stejné disciplinární tresty budou uděleny hráči, jenž bude akumulovat provinění jako iniciátor.
- Pokud nezúčastnění hráči (nebo brankář) neopustili místo konání bitky v souladu s příslušným pravidlem, bude týmu hráče kromě dalších možných trestů udělena pokuta ve výši 1000 USD a trenér dotyčného týmu bude potrestán také pokutou 1000 USD.
- Tým, jehož hráči se zapojili do bitky mimo herní čas, bude kromě dalších možných trestů potrestán pokutou ve výši 25 000 USD. Hráč, který bude označen za iniciátora takové bitky, bude automaticky potrestán zákazem činnosti na 10 soutěžních utkání buď hlavním rozhodčím ještě během zápasu, nebo následně disciplinární komisí na základě dostupných informací, např. ze zápisu o utkání a z televizního záznamu.
- Hráč, jenž byl potrestán jako iniciátor bitky v průběhu posledních pěti minut základní hrací doby nebo v průběhu prodloužení, bude disciplinárně potrestán zákazem činnosti na jeden soutěžní zápas od času přezkumu takového incidentu. Za uložení takového trestu pro hráče bude trenér týmu potrestán pokutou ve výši 10 000 USD. Finanční trest pro trenéra bude zdvojnásobený při každém dalším takovém provinění hráče jeho týmu. Trest pro hráče bude při každém takovém provinění zdvojnásoben oproti minulému a sečte se s případnými dalšími disciplinárními tresty. Proti trestu za tento prohřešek se nelze odvolat. Ředitel soutěže je oprávněn z vlastní iniciativy trest pro hráče zrušit, shledá-li, že incident nesouvisel s aktuálním skóre, s předešlými bitkami v zápase, s touhou po odplatě, nebo s cílem vyslat soupeři vzkaz, atd.